# Tennis Masters Cup 2008 – mužská čtyřhra
Soutěže mužské čtyřhry na Tennis Masters Cupu 2008 se zúčastnilo osm nejlepších párů v klasifikaci dvojic žebříčku ATP.
Deblový titul si připsal druhý nasazený kanadsko-srbský pár Daniel Nestor a Nenad Zimonjić, jehož členové ve finále zdolali americké světové jedničky Boba a Mika Bryanovi po dvousetovém průběhu 7–6 a 6–2. Nestor tak obhájil turnajovou trofej a Zimonjić vybojoval druhý titul ze závěrečné události sezóny okruhu ATP Tour.

## Nasazení párů
1. Bob Bryan /  Mike Bryan (finále)
2. Daniel Nestor /  Nenad Zimonjić (vítězové)
3. Mahesh Bhupathi /  Mark Knowles (základní skupina)
4. Jonas Björkman /  Kevin Ullyett (základní skupina)
5. Jeff Coetzee /  Wesley Moodie (základní skupina)
6. Lukáš Dlouhý /  Leander Paes (základní skupina)
7. Mariusz Fyrstenberg /  Marcin Matkowski (semifinále)
8. Pablo Cuevas /  Luis Horna (semifinále)

## Soutěž
| Legenda                                                       |                                                                        |                                                   |
| - Q – kvalifikant - WC – divoká karta - LL – šťastný poražený | - Alt – náhradník - SE – zvláštní výjimka - PR/SR – žebříčková ochrana | - w/o – bez boje - r – skreč - d – diskvalifikace |

### Finálová fáze
|  | Semifinále | Semifinále                           | Semifinále                   | Semifinále | Semifinále |                              |                      | Finále | Finále | Finále | Finále | Finále |
|  |            |                                      |                              |            |            |                              |                      |        |        |        |        |        |
|  | 1          | Bob Bryan Mike Bryan                 | 6                            | 6          |            |                              |                      |        |        |        |        |        |
|  | 7          | Mariusz Fyrstenberg Marcin Matkowski | 4                            | 4          |            |                              |                      |        |        |        |        |        |
|  | 7          | Mariusz Fyrstenberg Marcin Matkowski | 4                            | 4          |            | 1                            | Bob Bryan Mike Bryan | 63     | 2      |        |        |        |
|  |            |                                      |                              |            |            | 1                            | Bob Bryan Mike Bryan | 63     | 2      |        |        |        |
|  |            | 2                                    | Daniel Nestor Nenad Zimonjić | 7          | 6          |                              |                      |        |        |        |        |        |
|  | 2          | 2                                    | Daniel Nestor Nenad Zimonjić | 7          | 6          | Daniel Nestor Nenad Zimonjić | 6                    | 6      |        |        |        |        |
|  | 2          |                                      |                              |            |            | Daniel Nestor Nenad Zimonjić | 6                    | 6      |        |        |        |        |
|  | 8          | Pablo Cuevas Luis Horna              | 1                            | 3          |            |                              |                      |        |        |        |        |        |

### Červená skupina
|    |                              | Bryan             | Bhupathi Knowles           | Coetzee Moodie        | Cuevas Horna               | Zápasy | Sety | Hry   | Pořadí |
| 1. | Bob Bryan Mike Bryan         |                   | 7–5, 3–6, [10–4]           | 2–6, 6–2, [10–12]     | 6–1, 7–6(7–4)              | 2–1    | 5–3  | 32–27 | 1.     |
| 3. | Mahesh Bhupathi Mark Knowles | 5–7, 6–3, [4–10]  |                            | 6–2, 6–3              | 7–6(7–3), 6–7(4–7), [5–10] | 1–2    | 4–4  | 36–30 | 3.     |
| 5. | Jeff Coetzee Wesley Moodie   | 6–2, 2–6, [12–10] | 2–6, 3–6                   |                       | 2–6, 7–6(7–2), [9–11]      | 1–2    | 3–5  | 23–33 | 4.     |
| 8. | Pablo Cuevas Luis Horna      | 1–6, 6–7(4–7)     | 6–7(3–7), 7–6(7–4), [10–5] | 6–2, 6–7(2–7), [11–9] |                            | 2–1    | 4–4  | 34–35 | 2.     |

Pořadí bude určeno na základě následujících kritérií: 1) počet vyhraných utkání; 2) počet odehraných utkání; 3) vzájemný poměr utkání u dvou hráčů se stejným počtem výher; 4) procento vyhraných setů, procento vyhraných her u třech hráčů se stejným počtem výher, poté poměr vzájemných utkání 5) postavení na žebříčku ATP.

### Zlatá skupina
|    |                                      | Nestor Zimonjić       | Björkman Ullyett | Dlouhý Paes   | Fyrstenberg Matkowski | Zápasy | Sety | Hry   | Pořadí |
| 2. | Daniel Nestor Nenad Zimonjić         |                       | 6–1, 6–4         | 6–1, 6–4      | 7–6(7–4), 5–7, [10–4] | 3–0    | 6–1  | 37–23 | 1.     |
| 4. | Jonas Björkman Kevin Ullyett         | 1–6, 4–6              |                  | 6–3, 7–5      | 2–6, 6–1, [6–10]      | 1–2    | 3–4  | 26–28 | 3.     |
| 6. | Lukáš Dlouhý Leander Paes            | 1–6, 4–6              | 3–6, 5–7         |               | 6–7(2–7), 3–6         | 0–3    | 0–6  | 22–38 | 4.     |
| 7. | Mariusz Fyrstenberg Marcin Matkowski | 6–7(4–7), 7–5, [4–10] | 6–2, 1–6, [10–6] | 7–6(7–2), 6–3 |                       | 2–1    | 5–3  | 34–30 | 2.     |

Pořadí bude určeno na základě následujících kritérií: 1) počet vyhraných utkání; 2) počet odehraných utkání; 3) vzájemný poměr utkání u dvou hráčů se stejným počtem výher; 4) procento vyhraných setů, procento vyhraných her u třech hráčů se stejným počtem výher, poté poměr vzájemných utkání 5) postavení na žebříčku ATP.